# Бомбашки напади на руске станове 1999.
Бомбашки напади на руске станове 1999. односе се на низ експлозија које су погодиле четири блока апартмана у руским градовима Бујнакск, Москва и Волгодонск у септембру 1999. године, убивши 307 и повредивши више од 1.000 људи и утицали да се прошири страх широм земље. Бомбардовање, заједно са инвазијом на Дагестан, одвело је земљу у Други чеченски рат. Начин на који је, тадашњи, председник Владе Русије Владимир Путин решавао кризу, утицао је на повећање његове популарности и помогло му да постане председник у року од неколико месеци.
Експлозије су погодиле Бујнакск 4. септембра, а 9. и 13. септембра, експлозије су се десиле у Москви. 13. септембра, руски председник Думе, Генадиј Селезнов објавио је у Думи да је добио извештај о томе да се управо догодио још један бомбашки напад у граду Волгодонск. Бомба је стварно експлодирала у Волгодонску, али само три дана касније, 16. септембра. За бомбашке нападе, оптужени су чеченски милитанти, који су негирали одговорност, заједно са чеченским председником Асланом Масхадовим. Један експлозивни уређај, сличан онима који су коришћени у овим бомбашким нападима, пронађен је и деактивиран у једном стану у руском граду Рјазању, 22. септембра. Наредног дана, председник Владе Русије, Владимир Путин похвалио је опрезност становника Рјазања и наредио ваздушно бомбардовање града Грозни, који је обележио почетак Другог чеченског рата. Тридесет и шест сати касније, локална полиција је ухапсила три агента федералне службе безбедности, који су поставили уређаје у Рјазању. Инцидент је проглашен као вежба обуке и агенти су пуштени по наређењима издатих у Москви.
Члан парламента Јуриј Шчкочихин поднео је два предлога за парламентарну истрагу о догађајима, али руска Дума је одбила предлоге у марту 2000. године. Независном јавном комисијом за истрагу о бомбашким нападима председавао је заменик Думе, Сергеј Ковалев. Комисија је била неефикасна због одбијања владе да одговори на питања. Два кључна члана Сергејеве комисије, Сергеј Јушенков и Јуриј Шчкохихин, су убијени у очигледним атентатима. Адвокат и истражитељ Комисије Михаил Трепашкин ухапшен је и добио је казну од четири године затвора због откривања државне тајне. Александра Литвињенка, који је у две књиге оптужио Федералну Службу Безбедности за организовање бомбардовања, отровали су агенти ФСБ-а у Лондону.
Званична руска истрага о бомбашким нападима завршена је 2002. године и закључено је да је све бомбашке нападе, организовао и водио Ахемез Гочијаев, који је остао на слободи, а који је добијао наредбе од исламских ратних лидера Ибн ел Хатаба и Абу Омар ел Саифа, који су убијени. Пет других осумњичених је убијено, а шесторо су руски судови осудили због оптужби за тероризам.
Према неким историчарима, нападе су координирале руске службе државне безбедности како би довели Путина у председништво. Овим ставом оправдано је неколико сумњивих догађаја, укључујући бомбе постављене од стране агената ФСБ-а у граду Рјазањ, саопштење о бомбардовању у граду Волгодонску три дана пре него што се то и десило, слабих доказа и демантовања сумњи да нико од њих није био Чечен и тровање Александра Литвињенка који је написао две књиге на ову тему.

## Бомбардовање

### Преглед
Десило се пет бомбашких напада на станове и најмање три покушаја бомбардовања је спречено. Све бомбе су имале исти "потпис", судећи по природи и обиму уништења. У свим случевима, коришћен је експлозивни хексоген, а тајмери су постављени да се активирају ноћу и да обухвате максималан број цивилних жртава. Експлозиви су постављени да уништавају најслабије, најкритичније елементе зграда и да утичу на то да зграде "падну као кућа од карата". Појединци који стоје као организатори бомбардовања, могли су да добију или произведу неколико тона снажног експлозива и да их испоруче на бројне дестинације широм Русије.

### Московски тржни центар
Дана 31. августа 1999. године, у 20:00 часова по локалном времену, експлозија се догодила у тржном центру "Охотни Ријад" на Манежнаја тргу у Москви. Једна особа је убијена, а 40 особа је повређено. Према ФСБ-у, експлозију је изазвала веома мала бомба од само око 300 грама експлозива. Дана 2. септембра 1999. године, непозната особа позвала је и тврдила да је бомбардовање починила "Ослободилачка војска Дагестана".

### Бујнакск, Дагестан
Дана 4. септембра 1999. године, у 22:00 часова, аутомобилска бомба експлодирала је испред зграде од пет спратова у граду Бујнакск у Дагестану, у близини границе Чеченије. У зградама су живели руски војници граничне полиције са својим породицама. Шездесет четири особе су убијене, а 133 су повређене у експлозији. Још једна ауто-бомба пронађена је и експлозив је деактивиран са ње, у истом граду.. Бомба која је била у аутомобилу садржала је 2.706 килограма експлозива. Локални становници су га открили на паркингу окруженом војном болницом и стамбеним зградама.

### Москва, Печатники
Дана 9. септембра 1999, непосредно након поноћи по локалном времену, 300 до 400 килограма експлозива је експлодирало у приземљу стамбене зграде у југоисточној Москви (улица Гурјанова 19). Деветоспратна зграда је уништена, убивши 94 особе које су биле унутар зграде и повредивши 249 других људи и оштетивши 19 зграда у близини. Током овог бомбашког напада уништено је укупно 108 станова. Портпарол ФСБ-а идентификовао је експлозив као хексоген. Становници су изјавили да су видели, неколико минута пре него што се десио напад, четворицу како се удаљавају аутомобилом од зграде.
Тадашњи Председник Руске Федерације Борис Јељцин наредио је претресање 30.000 стамбених зграда у Москви због експлозива. Лично је контролисао истрагу о бомбашком нападу. Путин је 13. септембра објавио дан жалости за жртве напада..

### Москва, Каширски ауто-пут
Дана 13. септембра 1999. године, у 5:00 сати ујутру, велика бомба експлодирала је у подруму стамбеног блока на Каширском ауто-путу у јужној Москви, око 6 km од места последњег напада. Ово је била најсмртоноснија експлозија у ланцу бомбашких напада (јер је зграда била изграђена од цигле), где је 119 људи убијено и 200 повређено. Осмоспратна зграда је била спљоштена, разбацани су делови по улици и бетонски комади су могли да се пронађу стотинама метара одатле.

### Москва, спречени бомбашки напади
Дана 13. септембра 1999. Ахемез Гочијаев је позвао и пријавио да су бомбе постављене на неколико локација. Гочијаев је тврдио да му је подметнуо стари познаник, официр ФСБ-а који га је замолио да изда подруме "као складишни простор" на четири локације на којима су касније пронађене бомбе. После друге експлозије на Каширском путу, Гочијаев је признао да му је било намештено, позвао полицију и рекао им о подрумима још две зграде, где су стварно пронађени експлозиви и избегнуте су експлозије..

### Волгодонск
Камионска бомба експлодирала је 16. септембра 1999. године, испред зграде од девет спратова у јужном руском граду Волгодонску, убивши 17 и повредивши 69 људи. Бомбардовање се десило у 5:57 сати ујутру. Зграде у околини су такође биле оштећене. Експлозија се десила и на 14 km од нуклеарне електране. Премијер Путин потписао је декрет којим се тражи да органи за спровођење закона и друге агенције развију планове у року од три дана како би заштитили индустрију, саобраћај, комуникације, центре за прераду хране и нуклеарне комплексе.

### Инцидент у Рјазању
У 20:30, 22. септембра 1999. године, становник стамбене зграде у граду Рјазању приметио је двојицу сумњивих мушкараца који су уносили вреће у подрум из аутомобила са регистарским таблицама из Москве. Позвао је и упозорио полицију, али до тренутка када су стигли, мушкарци су нестали. Полицајци су пронашли три вреће белог праха у подруму, где је свака била тешка 50 килограма. Детонатор и уређај за мерење времена су били причвршћени и наоружани. Тајмер је постављен на 5:30 ујутру. Јури Ткаченко, шеф локалне јединице за бомбе, искључио је детонатор и тајмер и тестирао три вреће беле супстанце са анализатором "МО-2". Уређај је открио трагове хексогена, војног експлозива који се користио у свим претходним бомбашким нападима. Полиција и возила за спасавање су се приближавали из различитих делова града, а 30.000 становника је евакуисано са подручја. 1.200 локалних полицајаца наоружаних аутоматским оружјем поставило је блокаде на ауто-путевима по граду и почели су да патролирају железницама и аеродромима како би ухватили и ухапсили терористе.
У 1.30 ч ујутру, 23. септембра 1999. године, инжењери за експлозиве су узели мало супстанце из сумњивих врећа са места напада због тестирања, на удаљености од 1,6 km од Рјазања. Током испитивања супстанци на том подручју покушали су да га експлодирају помоћу детонатора, али њихови напори нису успели, супстанца није била детонирана, а експлозија се није десила. У пет ујутру, Радио Русија је извештавала о покушају бомбардовања, наглашавајући да је бомба постављена за 5.30 ч. Ујутро је "Рјазан личио на град под опсадом". Композитне скице три сумњива терориста, два мушкарца и жене, били су објављени свуда по граду и приказани на телевизији. У 08:00 сати, руска телевизија је пријавила покушај експлодирања бомбе у згради у Рјазању и идентификовала експлозив који се користи у бомби као хексоген. Владимир Рушаило је касније објавио да је полиција спречила терористички напада. У вестима у 16 часова, известили су да нису успели да детонирају експлозиве током тестирања изван града.

У 19 сати, Владимир Путин похвалио је опрезност становника Рјазања и наредио ваздушно бомбардовање главног града Чеченије, Грозни, као одговор на терористичка дела. Рекао је:
| „ | Ако су уочене вреће у којима се показало да садрже експлозив, то значи да постоји позитивна страна тога, макар само као чињеница да јавност правилно реагује на догађаје који се дешавају данас у нашој земљи. Желим ... се захвалити јавности ... Без панике, нема симпатије за разбојнике. | ” |

Касније, исте вечери, један запослени у телефонској служби у Рјазању је прислушкивао телефонске разговоре на даљину и успео је да открије разговор у коме је особа ван града предложила другима да се "поделе" и "сами нађу сопствени излаз". Број те особе је пратила јединица за телефонске центре у ФСБ-у. Приликом хапшења, притвореници су произвели ФСБ идентификационе карте. Они су убрзо били пуштени по наређењима из Москве.
Директор ФСБа, Николај Патрушев је 24. септембра најавио да је вежба спроведена како би се тестирали одговори након ранијих експлозија. ФСБ у Рјазању "реаговао је у бесу" и издао изјаву рекавши: "Ова објава је дошла као изненађење за нас и појавила се у тренутку када је ... ФСБ идентификовао места пребивалишта у Рјазању оних који су били укључени у постављање експлозивних направа и био је спреман да их задржи." ФСБ је такође објавио јавно извињење о инциденту. У емисији уживо на НТВ-у Евгениј Савостојанов, бивши директор ФСБ-а у Москви, категорички је порекао да би било која таква вежба могла да буде изведена у стамбеним зградама са становницима унутар ње и без обавештавања локалних власти.

#### Експлозиви у Рјазањском спору
Положај руских власти о инциденту из Рјазањa временом се значајно променио. Првобитно је ФСБ и федерална влада то прогласила стварном претњом. Међутим, након што су људи који су поставили бомбу идентификовани као оперативци ФСБа, званична верзија је промењена на "сигурносну обуку". ФСБ је такође у почетку известио да је експлозив који су користили терористи били хексоген. Међутим, касније су изјавили да експлозив није био хексоген, већ мешавина алуминијума у праху, нитре (шалитра), шећера и ТНТ коју су припремили починиоци у бетонској мешалици у фабрици ђубрива у Урус-Мартану, у Чеченији. Хексоген се производи у једној фабрици у Русији, у граду Перму. Према Давиду Сатеру, ФСБ је променио причу о врсти експлозива, пошто је било тешко објаснити како су нестале огромне количине хексогена из чуваног објекта у Перму. Међутим, Роберт Брус Варе верује да се хексоген може набавити на црном тржишту.
Јури Ткаченко, експерт полиције за експлозив који је деактивирао бомбу у Рјазању, инсистирао је да је то стварно. Ткаченко је изјавио да су експлозиви, укључујући тајмер, извор енергије и детонатор, били права војна опрема и очигледно ју је припремио професионалац. Такође је рекао да је анализатор гаса који је тестирао испарења из врећа, без сумње указивао на присуство хексогена. Ткаченко је рекао да није било питање да ли је анализатор могао да функционише, пошто је анализатор гаса био квалитета светске класе, коштао је 20.000 долара, а одржавао га је специјалиста који је радио по строгим процедурама, проверавајући анализатор након сваке употребе и честим профилактичким проверама. Ткаченко је истакао да је прецизна брига у руковању анализом гаса неопходна јер су животи стручњака за бомбе зависили од поузданости њихове опреме. Полицајци који су одговорили на оригинални позив и открили бомбу такође су инсистирали да је очигледно, из њеног изгледа, да супстанца у бомбама није шећер. Међутим, касније на конференцији за новинаре поводом Дана радника Федералне службе сигурности у децембру 2001, Ткаченко је истакао да је погрешио у својим претходним закључцима и рекао да је детонатор у ствари ловачки патрон који не би могао да детонира било који експлозив.
У марту 2000. године руски лист Новија Газета објавио је вест о приватном рачуну Алексеја Пињајева из 137. пука који је чувао војни објекат у близини града Рјазања. Изненадио се када је видео да је "магацин са оружјем и муницијом" садржао вреће на којима је писало "шећер". Двојица падобранаца су пресекли рупу у једној од врећа и направили чај са шећером узетим из торбе. Али укус чаја био је ужасан. Било им је сумњиво јер су људи причали о експлозијама. Супстанца се испоставила да је хексоген. Након новинског извештаја, официри ФСБ-а су отишли у јединицу Пињајева, оптужили их да су "открили државну тајну" и рекли су им: "Ви не можете ни да замислите у какав озбиљан посао сте се запетљали". Пук је касније тужио издаваче Новије Газете због вређања части руске војске, пошто није постојао приватни рачун Алексеја Пињајева у пуку, према њиховој изјави. На конференцији за новинаре ФСБа, Пињајев је изјавио да у 137. ваздухопловном пуку нема хексогена и да је хоспитализован у децембру 1999. године и да од тада више није посећивао пук.
Према Сатеру, сва четири бомбардовања која су се десила имала су сличан "потпис" који је назначио да су експлозиви био пажљиво припремљени, што је знак квалификованих стручњака. Такође нема објашњења о томе како су терористи могли да набаве тоне хексогеног експлозива и да их транспортују на различите локације у Русији; хексоген се производи у једној фабрици у Пермској области за коју је ФСБ одговоран за њену сигурност. Кривци би такође требало да организују девет експлозија (четири које су се десиле и пет покушаја бомбардовања које су власти пријавиле) у различитим градовима у двонедељном периоду. Процена Сатера да је за време које је потребно за развој циљног плана, посете на терену, припрему експлозива, изнајмљивање простора на локацијама и транспорт експлозива на локације, било четири до четири и по месеца.

### Закључак
| Град       | Датум         | Број погинулих |
| ---------- | ------------- | -------------- |
| Бујнакск   | 4. септембар  | 64             |
| Москва     | 9. септембар  | 94             |
| Москва     | 13. септембар | 118            |
| Волгодонск | 16. септембар | 17             |
| Рјазањ     | 22. септембар | Спречено       |

## Повезани догађаји

### Инвазија на Дагестан
Дана 7. августа 1999. године, исламистичка група, коју су предводили Шамил Басајев и Ибн ел Хатаб, напала је руску републику Дагестан.

### Напредна упозорења о предстојећим бомбашким нападима
У јулу 1999. руски новинар Александар Жилин, писао је у Московској правди, и упозорио је да ће у Москви влада организовати терористичке нападе. Користећи документ који је "процурео" из Кремља као доказ, додао је да би мотив био подривање противника руског председника Бориса Јељцина. Међу њима су били градоначелник Москве Јуриј Лушков и бивши премијер Јевгениј Примаков. Међутим, ово упозорење је игнорисано.
Према Ејми Најту, америчком историчару совјетског савеза и Русије, "још значајнија је чињеница да је 9. септембра, првог дана првог бомбардовања у Москви, Константину Боровју, угледном и утицајном посланику Думе речено да ће у граду бити терористички напад. Његов извор је био официр руске војне обавештајне службе (ГРУ), а Боровој је пренео ове информације службеницима ФСБ-а који су служили у Јељциновом Савету безбедности, али су га игнорисали".

### Обавештење у Руској Думи о предстојећим бомбашким нападима у Волгодонску
1. септембра, само неколико сати после друге експлозије у Москви, руски председник Думе, Генади Селезнов из Комунистичке партије објавио је: "управо сам добио извештај. Према информацијама из Ростов на Дону, стамбена зграда у граду Волгодонск је синоћ експлодирала".[58][59][60][61][62]. Када се 16. септембра догодио бомбашки напад на Волгодонску, Владимир Жириновски је наредног дана затражио објашњење у Думи, али Селезнов му је искључио микрофон.[58] Владимир Жириновски је рекао у Думи: "Сећате ли се, Генади Селезнову, како сте нам рекли да је експлодирала зграда у Волгодонску, три дана пре саме експлозије? Како треба то да тумачимо? Државна Дума зна да је зграда уништена у понедељак, а у ствари је заиста експлодирала у четвртак (исте недеље) ... ".[63][64]

Александар Литвињенко је то описао као "уобичајени неред у КГБу": "Москва-2 је била 13. и Волгодонск 16. септембра, али је информација стигла као обрнута", рекао је он. Истражитељ Михаил Трепашкин потврдио је да је човек који је Селезнову пренео поруку био заиста официр ФСБ-а.
У интервјуу са Јуријем Дудом у августу 2017. године, Владимир Жириновски је потврдио да је ФСБ имао информације о будућем терористичком акту у Волгодонску и пренео то Селезнову, међутим, неко је погрешно пренео информацију Селезнову да се већ десио терористички акт у Волгодонску.

### Забрана истраге од стране Руске Думе
Руска Дума одбацила је два предлога за парламентарну истрагу о Рзјањском инциденту. У Думи, про-Кремљанска странка Јединство, гласала је да у наредних 75 година треба да се запечате сви материјали везани за инцидент у Рјазању и забранила истрагу о томе шта се догодило.

### Тврдње, порицања и признања одговорности за експлозије
Дана 9. септембра, анонимна особа, која је имала кавкаски нагласак, позвала је новинску агенцију Интерфакс, рекавши да су експлозије у Москви и Бујнакску биле "наш одговор на бомбардовање цивила у селима у Чеченији и Дагестану".
Дана 15. септембра, неидентификовани човек, који је такође имао кавкаски акценат, назвао је новинску агенцију ИТАР-ТАСС, тврдећи да представља групу која се зове Ослободилачка војска Дагестана. Рекао је да су они организатори експлозија у Бујнакску и Москви. Према његовим речима, напади су били освета смрти муслиманских жена и деце током руских ваздушних напада у Дагестану. "Одговорићемо на смрт са смрћу", рекао је позивалац. Руски званичници из Министарства унутрашњих послова и ФСБ-а, изразили су скептицизам над тврдњама и рекли да не постоји таква организација. 15. септембра 1999. званичник из Дагестана такође је негирао постојање "Дагестанске ослободилачке војске".
Аслан Масхадов, Шамил Басајев и Ибн ел Хатаб су одбили одговорност за експлозије. Басајев је изјавио да не зна ко стоји иза бомбардовања. Хатаб је рекао да се бори против руске војске, а не провив жена и деце..
Батчајев и Кримшахалов су признали да су превезли пун камион експлозива у Москву, али су рекли да "никад нису били у контакту са чеченским ратницима и да не познају Гочијаева". Они су рекли да их је неко "који се поставио као вођа џихада, намсамарио да уђу у операцију", ангажујући их да превезу експлозив, а касније су схватили да тај човек ради за ФСБ. Они су тврдили да је бомбашке нападе усмеравао Угриумов који је тада надзирао специјалне јединице ФСБ Алфа и Вимпел.
Током саслушања, Декушев је рекао да је бомбардовање зграда наручено од стране ЦИА-е, и да је Абу Омар био тај који је обећао да ће му платити за обављен посао, али му на крају није ништа ни платио. Рекао је да је, заједно с Кримшахаловим и Батчајевим, припремио експлозив, превезао их у Волгодонск и сда су лучајним одабиром изабрали зграду коју су разнели.

## Истраге

### Кривична истрага и судска одлука
Званична истрага закључена је 2002. године. Према подацима руског државног тужиоца, сви бомбашки напади на станове били су изведени под командом етничког Карачајца Ахемеза Гочијаева, а планирали су их Ибн ел Хатаб и Абу Омар ел Саиф, арапски милитанти који су се борили у Чеченији на страни чеченских побуњеника. Ибн ел Хатаб и Абу Омар ел Саиф су убијени током Другог чеченског рата. Према иследницима, експлозиви су припремљени у фабрици ђубрива у Урус-Мартану, у Чеченији, "мешањем алуминијумског праха, нитрата и шећера у бетонској мешалици", или тако што су стављали и хексоген и ТНТ. Одатле су их послали у складиште хране у Кисловодск, којим је руководио ујак једног од терориста, Јусуф Кримшахалов. Други завереник, Руслан Магајајев, закупио је КамАЗ камион у којем су два месеца складиштене вреће. Након што је све било планирано, учесници су били организовани у неколико група које су онда експлозив транспортовале у различите градове.
Експлозију у московском тржном центру, 31. августа починио је други човек Магомед-Загир Гаржикајев по наређењима Шамила Басајева, према истрагама ФСБа.

#### Судске пресуде
Према одлуци суда, Ибн ел Хатаб је платио Гочијаеву 500.000 долара како би извршио нападе на улицама Гурјанова, Каширскоје и Борисовскије Пруди, а потом помагао да се сакрије Гочијаев и његови саучесници у Чеченији. Почетком септембра 1999, Магајајев, Кримшахалов, Батчајев и Декушев су поново напунили терет у приколицу Мерцедес-Бенз 2236 и испоручили га у Москву. На путу су били заштићени од могућих компликација од стране саучесника, Хакима Абајева, који је пратио приколицу у другом аутомобилу. На путу су били заштићени од могућих компликација од стране саучесника, Хакима Абајева, који је пратио приколицу у другом аутомобилу. У Москви су срели Ахемеза Гочијаева, који се пријавио у хотелу Алтај под лажним именом "Лајпанов" и Дениса Сајтакова. Експлозиви су остављени у складишту у улици Краснодонскаја, коју је изнајмио псеудо-Лајпанов (Гочијаев). Следећег дана, експлозиви су испоручени у комбију "ЗИЛ-5301" на три адресе - Улица Гурјанова, Каширски ауто-пут и Улица Борисовскије Пруди, где је псеудо-Лајпанов изнајмљивао подруме. Гочијаев је надзирао постављање бомби у закупљеним подрумима. Затим су се десиле експлозије на претходним адресама. Експлозија на Борисовскије Пруди је спречена.
Према тврдњама суда, бомбашке нападе у Бујнакску 14. септембра је наручио Ибн ел Хатаб, који је обећао бомбардерима 300.000 долара да одвезу камион експлозива у центар комплекса, што би истовремено уништило четири стамбене зграде. Међутим, бомбаши су се паркирали у суседној улици и разнели само једну зграду. На суђењу су се пожалили да им Ибн ел Хатаб није дао сав новац који им је обећао. Један од бомбардера признао је да ради за Ибн ел Хатаба, али је тврдио да није знао да је експлозивом имао намеру да уништи војне стамбене зграде.
Експлозија у тржном центру на Манежнаја тргу била је предмет одвојеног судског процеса одржаног у Москви 2009. године. Суд је оптужио Халида Хугујева и Магумадзира Гаджикајева да су организовали и извршили експлозије из 1999. године у тржном центру на Манежнаја тргу и хотелу Интоурист и осудио их на 25 и 15 година затвора.

#### Пресуде
Два члана Гочијаеве групе, који су извршили нападе, Адам Декушев и Јусуф Кримшахалов, обојица су осуђени на доживотно служење казне у колонији специјалног режима. Оба оптужена су се изјаснила кривима само за неке оптужнице. На пример, Декушев је признао да је знао да ће експлозив који је превезао бити употребљен за терористички чин. Декушев је такође потврдио и улогу Гочијаева у нападима. Декушев је изручен Русији 14. априла 2002. године да би му се судило. Кримшахалов је ухапшен и изручен Москви. Током 2000. године у Азербејџану је ухапшено шест бомбардера који су учествовали у нападу у Бујнакску и осуђени су за бомбашке нападе. Ахемез Гочијаев, шеф групе који је извршила нападе и наводно главни организатор, је бегунац и налази се под међународним потерницом. У саопштењу објављеном у јануару 2004. године, ФСБ је рекао: "док не ухапсите Гочијаева, истрага бомбардовања стамбеног блока из 1999. године неће бити завршена".

#### Осумњичени и оптужени
У септембру 1999. године, стотине чеченских држављана (преко 100.000 стално насељених у Москви) били су кратко задржани и испитивани у Москви. Сви су били невини. Према званичној истрази, следећи људи су или доставили експлозиве, складиштили их или заштитили друге осумњичене:

##### Бомбашки напади у Москви
- Ибн ел Хатаб (Муџахедин рођен у Саудијској Арабији), кога је 2002. године отровао ФСБ.
- Ахемез Гочијаев (етнички Карачај),[92] није ухапшен, и даље је на слободи.[93]
- Денис Сајтаков (етнички Татар из Узбекистана),[94] убијен у Грузији 1999—2000. године.[50][95]
- Хаким Абајев (етнички Карачај),[92] кога су убиле специјалне снаге ФСБ-а у мају 2004. године у Ингушетији.[96]
- Равил Ахмаров (руски држављанин),[97] презиме означава да је етнички Татар, убијен у Чеченији 1999—2000. године.[50]
- Јусуф Кримшахалов (етнички Карачај и становник Кисловодска),[98][99] ухапшен у Грузији у децембру 2002. године, изручен Русији и осуђен на доживотну затворску казну у јануару 2004. године, након двомесечног тајног суђења које је одржано без пороте.[100][101]
- Станислав Љубичев (инспектор саобраћајне полиције, становник из Кисловодска, Ставропољска Покрајина),[98] који је помагао возачу камиона који је превозио експлозиве да пређу контролни пункт након што је добио врећу шећера као мито, осуђен на четири године у мају 2003. године.[102]

##### Бомбашки напади у Волгодонску
- Тимур Батачајев (етнички Карачај),[103] убијен у Грузији у сукобу са полицијом током којег је Кримшахалов ухапшен.[50]
- Заур Батачајев (етнички Карачај),[104] убијен у Чеченији 1999—2000. године.[50]

##### Бомбашки напади у Бујнакску
- Иса Заинутдинов (етнички Авар)[103] и родом из Дагестана, осуђен на доживотну затворску казну у марту 2001. године[105]
- Алисултан Салихов (етнички Авар)[103] и родом из Дагестана, осуђен на доживотну затворску казну у марту 2001. године[105]
- Магомед Салихов (етнички Авар)[103] и родом из Дагестана,[106] ухапшен у Азербејџану у новембру 2004. године, изручен Русији, проглашен да није крив за оптужбу за тероризам од стране пороте 24. јануара 2006. године; проглашен кривим за учешће у оружаним снагама и незаконит прелазак државне границе[107] Поново је осуђен за исте оптужбе 13. новембра 2006. године и поново је проглашен да није крив, овог пута по свим оптужбама, укључујући и оне за које је проглашен кривим на првом суђењу.[108] Према изјавама у новинама Комерсант, Салихов је признао да је доставио боје у Дагестану за Ибн ел Хатаба, иако није био сигуран шта је стварно испоручивао.[109]
- Зијавудин Зијавудинов (родом из Дагестана),[110] ухапшен у Казахстану, изручен Русији, осуђен на 24 године у априлу 2002. године.[111]
- Абдулкадир Абдулкадиров (етнички Авар)[103] и родом из Дагестана, осуђен на 9 година у марту 2001. године[105]
- Магомед Магомедов - осуђен на 9 година у марту 2001. године.[105]
- Заинутдин Заинутдинов (етнички Авар)[103] и родом из Дагестана, осуђен на 3 године у марту 2001. године и одмах пуштен под амнестијом.[105]
- Махач Абдулсамедов (родом из Дагестана), осуђен на 3 године у марту 2001. и одмах пуштен под амнестијом.[105]

### Покушаји независне истраге
Руска Дума одбацила је два предлога за парламентарну истрагу о инциденту у Рјазању.
Независном јавном комисијом за истрагу о бомбашким нападима председавао је посланик Думе Сергеј Ковалев. Комисија је започела свој рад у фебруару 2002. године. 5. марта Сергеј Јушенков и члан Думе Јули Рибаков одлетели су у Лондон где су срели Александра Литвињенка и Михаила Трепашкина. Након тог састанка, Трепашкин је почео да ради са комисијом.
Међутим, јавна комисија је постала неефикасна због одбијања владе да одговори на истраге. Два кључна члана Комисије, Сергеј Јушенков и Јури Шчкохихин, обојица чланови Думе, умрли су у очигледним атентатима у априлу и јулу 2003. године. Још један члан комисије, Ото Лацис, нападнут је у новембру 2003. године, а две године касније, 3. новембра 2005. године, умро је у болници након аутомобилске незгоде.
Комисија је затражила од адвоката Михаила Трепашкина да истражи случај. Трепашкин је тврдио да је нашао да је подрум једне од бомбардованих зграда изнајмио официр ФСБ-а Владимир Романович, што је касније посведочило неколико људи. Трепашкин је такође испитао и писмо које се приписује Ахемезу Гочијаеву и установило да је наводни помоћник Гочијаева, који је организовао испоруку врећа, можда био потпредседник Капстрој-2000, Александар Кармишин, становник Вјазма.
Трепашкин није био у могућности да донесе наводне доказе суду зато што је ухапшен у октобру 2003. године (због оптужби за поседовање нелегалног оружја) и смештен у затвору у Нижњи Тагил, само неколико дана пре него што је јавно објавио своје налазе. Тајни војни суд у Москви га је осудио на четири године затвора по оптужби за откривање државних тајни. Амнести интернашонал је издао изјаву да "постоје озбиљне основе да се поверује да је Михаил Трепашкин ухапшен и осуђен под фалсификованом кривичном пријавом која би могла бити политички мотивисана, како би се спречио да настави да истражује у вези са бомбашким нападима на станове 1999. године у Москви и другим градовима".
У писму Олги Конској, Трепашкин је написао да је неко време пре бомбардовања, регионална дирекција Москве против организованог криминала ухапсила неколико људи због продаје експлозивног хексогена. После тога, Директорат ФСБ-а Николаја Патрушева, дошао је у штаб дирекције против организованог криминала, запленио доказе и наложио да иследници добију отказе. Трепашкин је написао да је сазнао о причи на састанку са неколико официра дирекције против организованог криминала 2000. године. Они су тврдили да би њихове колеге могле да представе рачуне сведока на суду. Они су понудили видео касету са доказима против дилера хексогена. Трепашкин није објавио то са састанка јер је био уплашен за животе сведока и њихових породица.
Према речима Трепашкина, његове старешине и људи из ФСБ-а су обећали да га неће ухапсити ако напусти комисију Ковалев и почне да ради заједно са ФСБом "против Александра Литвињенка".
Дана 24. марта 2000. године, два дана пре председничких избора, НТВ Русија је истакла Рјазањске догађаје из јесени 1999. године у емисији "Независне истраге". Разговор са становницима зграде Рјазањ, заједно са директором ФСБ-а за односе с јавношћу Александром Здановичем и руководиоцем Рјазањског огранка, Александром Сергејевим снимљен је неколико дана раније. Борис Немцов је 26. марта изразио забринутост због могућег гашења НТВ-а због емитовања говора. Седам месеци касније, генерални менаџер НТВ-а Игор Малашенко рекао је у владиној школи ЏФК да га је министар за информисање Михаил Лесин неколико пута упозорио. Малашенко се сећа да га је Лесин упозорио да је емитовањем емисије НТВ "прешао линију" и да су менаџери НТВ-а били "одметници" у очима Кремља. Према речима Александра Голдфарба, Малашенко му је рекао да је Валентин Јумашев добио упозорење из Кремља, један дан пре емитовања емисије, обећавајући да у потпуности менаџери НТВ-а "требају да сматрају да су завршили" ако наставе са емитовањем.
Артиом Боровик био је међу људима који су истраживали бомбардовања. Добио је бројне претње смрћу и умро у сумњивој авионској незгоди у марту 2000. године за коју су Фељтински и Прибловски сматрали за вероватним атентатом.
Новинарка Ана Политковска и бивши припадник службе безбедности Александар Литвињенко, који су истраживали бомбардовања, убијени су 2006. године.
Преживеле жртве бомбардовања у улици Гурјанова затражили су од председника Дмитрија Медведева да настави званичну истрагу 2008. године, али истрага није настављена.
У разговорима 2017. године за Радио Слободна Европа Сергеј Ковалев је рекао: "Мислим да је траг из Чеченије био спретно измишљен, нико од људи који су организовали бомбашке нападе није пронађен и нико их заправо није ни тражио". Тада га је питао Владимир Кара-Мурза да ли верује да је неколико кључних чланова његове комисије, па чак и Борис Березовски и Борис Немцов који су "знали доста ствари о бомбашким нападима" убијени како би спречили независну истрагу. Ковалев је одговорио: "Не могу с пуним поверењем да изјавим да су експлозије организовале власти. Иако је јасно да су експлозије биле корисне за њих, корисне за будућег председника Владимира Путина, јер је обећао да ће страдати сви који су имали било какву везу са тероризмом. Било је политички корисно за њега да плаши људе са тероризмом. То није доказано. Али оно што се може с пуним поверењем утврдити је следеће: истрага и обе експлозије у Москви и "вежбе" у Рјазању су биле измишљене. Могу бити различите могућности. Чини ми се да је Рјазањ требало да буде следећа експлозија, али то не могу да докажем."

## Теорија учешћа руске владе
Према Давиду Сатеру, Јурију Фелштинском, Александру Литвињенку, Владимиру Прибиловскому и Борису Кагарлицком, бомбашки напади су били успешни државни удар којим су координисале руске службе државне безбедности како би освојиле јавну подршку за нови рат у Чеченији и довели Путина на власт. Неки од њих описали су бомбашке нападе као типичне "активне мере" које је КГБ користио у прошлости. Рат у Чеченији погурао је премијера и бившег популарног директора ФСБа, Владимира Путина, и довео партију Јединство у Думу и омогућио Путину председничко место у року од неколико месеци.
Давид Сатер је током свог сведочења у Представничком дому Сједињених Држава рекао: "са Јељцином и његовом породицом која се суочила са могућим кривичним гоњењем, међутим, уведен је план да се успостави наследник који би гарантовао да ће Јељцин и његова породица бити сигурни од кривичног гоњења и кривична подела имовине у земљи не би била предмет поновног испитивања. Међутим, да би "операција Наследник" успела, била је неопходна масовна провокација. По мом мишљењу, ова провокација је био бомбашки напад у септембру 1999. године, бомбардовања зграда у Москви, Бујнакску и Волгодонску. После ових напада, који су одузели 300 живота, покренут је нови рат против Чеченије. Путин, новоименовани премијер који је био задужен за тај рат, достигао је популарност у току ноћи. Јељцин је раније поднео оставку. Путин је изабран за председника и његов први чин био је да гарантује имунитет Јељцину од кривичног гоњења."
Према реконструкцији догађаја Фелштинског и Прибиловског,
- Бомбашки напади у Бујнакску извршио је тим од дванаест ГРУ официра који су послати у Дагестан и надгледани од стране шефа 14. генералног директората ГРУ-а Костеченкс. Та верзија је делимично заснована на исказу Алексеја Галкина. Бомбашки напад у Бујнакску водио је ГРУ како би се избегао "међуагенцијски сукоб између ФСБ-а и Министарства одбране"
- У Москви, Волгодонску и Рјазању, нападе је организовао ФСБ кроз командни ланац у коме је био директор одељења за борбу против тероризма генерал Угриумов, оперативци ФСБ-а Максим Лазовски, Владимир Романович, Рамазан Дишеков и други. Ахемез Гочијаев, Татјана Корољева и Алекандер Кармишин изнајмили су складишта која су примила испоруке хексогена маскираног као шећер и можда нису знали да су експлозиви испоручени.
- Адам Декушев, Кримшахалов и Тимур Батачајев су регрутовани од стране агената ФСБ-а који су се представили као "чеченски сепаратисти" да би испоручили експлозиве у Волгодонску и Москви.
- Имена и судбине агената ФСБ-а који су поставили бомбу у граду Рјазању остају непознати.

### Књиге и филмови
Теорија учешћа руске владе појављује се у књигама и филмовима на ову тему.

#### Документарци
Давид Сатер, виши члан Худсоновог института, аутор је две књиге "Тама у свитању: Успон руске криминалне државе" и "Што мање знате, што боље спавате: Пут Русије ка тероризму и диктатуром под Јељцином и Путином" (објавила Јејл Универзитетска штампа 2003. и 2016. године), где је критички разматрао прегледе догађаја и дошао до закључка да су бомбашке нападе организовале руске службе државне безбедности.
Године 2002, бивши официр ФСБ-а Александар Литвињенко и историчар Јури Фелштински објавили су књигу "Разбијање Русије: Терор изнутра".Felshtinsky & Litvinenko 2007 Према ауторима, руске службе безбедности су извршиле бомбашке нападе и друга терористичка дела како би оправдали Други чеченски Рат и довели Владимира Путина на власт.
У другој књизи, "Љубјанка Криминална група", Александар Литвињенко и Александар Голдфарб описали су трансформацију ФСБ-а у криминалну и терористичку организацију, укључујући и бомбашке нападе. Бивши аналитичар и историчар ГРУ-а, Виктор Суворов рекао је да се у књизи описује "водећа криминална група која пружа" заштиту "за сав други организовани криминал у земљи и која наставља кривични рат против свог народа", као и њихови претходници НКВДа и КГБа. Додао је: "Књига доказује: Љубјанку (седиште КГБ-а) преузели су државни непријатељи... Ако Путинов тим не може да оспори чињенице које је пружио Литвињенко, Путин мора да се убије. Патрушев и сви остали руководиоци криминалне групе Љубјанка морају пратити његов пример".
Александар Голдфарб и Марина Литвињенко објавили су књигу "Смрт дисидента". Они су тврдили да је убиство Александара Литвињенка био "најзначајнији доказ" теорије укључивања ФСБ-а. Према књизи, убиство Литвињенка "је дало поверење свим његовим претходним теоријама, пружајући правду за станаре бомбардованих зграда, Сергеја Јушенкова, Јурија Шчкохихина и Ане Политковске, као и полуистребљеним Чеченима, излажући своје убице за цео свет да виде".
Документарни филм Атентат на Русију је направљен 2000. године од стране два француска продуцента који су раније радили на НТВ-ом програму "Шећер из Рјазања". Сергеј Марков, саветник руске владе, критиковао је филм као "пропаганду".
На филмском фестивалу Санденс 2004. премијерно је приказан документарац Неверство о контроверзи бомбардовања, руског редитеља Андреја Некрасова. Филм приказује причу о Татјани и Аљони Морозовој, о две руско-америчке сестаре, које су изгубиле мајку у нападу и одлучиле да открију ко је то учинио. Његов следећи филм је био "Побуна: случај Литвињенко".

#### Фикција
Писац Александар Проханов је аутор политичког трилера "Господин Хексоген" који описује бомбардовање као "чекистичку изборну технику".
Јули Дубов, аутор књиге "Велики део", написао је роман "Мање зло", базиран на бомбашким нападима. Главни ликови приче су Платон (Борис Березовски) и Лари (Бадри Патаркатсишвили). Они се боре против злобног официра КГБ-а, Старца (наизглед инспирисан легендарним Филипом Бобковим), који доводи још једног официра КГБ-а, Федора Федоровича (Владимир Путина) на власт, постављајући низ бомбашких напада на станове.

### Подршка
Амерички сенатор Џон Мекејн изјавио је 2003. године: "Током 1999. године када је Путин био на дужности премијера, покренуо је Други чеченски рат након бомбашких напада у Москви. Остају веродостојни наводи да је руски ФСБ имао помоћ у спровођењу ових напада. Путин је постао председник 2000. године указујући прстом према Чеченима због извршења ових злочина и покретања нове војне кампање у Чеченији".
Бивши руски државни саветник за безбедност државе Александар Лебед у интервјуу од 29. септембра 1999. године са Ле Фигароом рекао је да је скоро уверен да је влада организовала терористичка дела.
Андреј Иларионов, бивши кључни економски саветник руског председника, рекао је: "Учешће ФСБ-а није теорија, то је чињеница. Не постоји други елемент који би могао да организује бомбашке нападе осим ФСБ-а".
У дкументарном филм Пи-Би-Ес-а "Фронтлине" о Владимиру Путину такође је споменута теорија и учешће ФСБ-а, цитирајући брзо уклањање рушевина и тела из бомбашких напада пре него што је било која истрага могла да се деси, откриће Рјазањске бомбе, смрт неколико људи који су покушали да истраже бомбашке нападе, као и деактивирана бомба у Рјазању која је направљена од стране руских војних експлозива и детонатора.
Према речима бившег официра КГБ-а Константина Преображенског, "оптужбе Литвињенка нису неосноване. Чеченски побуњеници нису били способни да организују низ бомбардовања без помоћи високих званичника из Москве."
Године 2008, британски новинар Едвард Лукас закључио је у својој књизи "Нови хладни рат: Путинова Русија и претња западу" да тежина доказа до сада подржава највеће тумачење: да су напади били немилосрдно планирани подвиг да створе климу панике и страха у којима би Путин убрзо постао неоспорни лидер у земљи, као што је заиста и учинио.
У издању часописа ГК у септембру 2009. године, ветеран дописник ратног новинарства, Скот Андерсон написао је чланак о Путиновој улози у вези са руским бомбардовањем станова, делом заснованог на његовим интервјуима с Михаилом Трепашкином. Власник часописа, Конде Наст, потом је предузимао екстремне мере да спречи Андерсонов чланак који се појавио у руским медијима, како физички тако и у преводу.
Историчар Ејми Најт је написао да је "изузетно јасно" да је ФСБ одговоран за извршење напада и да је "кривица Владимир Путина очигледна", јер је било незамисливо да би ФСБ то учинио без санкционисања Путина, бившег директора агенције и тадашњег премијера Русије.
Историчарка Карен Давиша, у својој књизи "Путинове Клептократије" сумирала је разне доказе везане за бомбардовање и закључила: "Да је политичка група око Путина могла да организује бомбардовање станова је ужасна. Практично је немогуће наћи такве примере у савременој историји. Свакако, многи лидери су започели ратове у иностранству и убили "друге" у својој потрази за политичком снагом код куће. Лидери попут Хафиза Асада у Сирији и Садама Хусеина у Ираку су брутално убијали многе грађане који су се усудили да оспоре њихову владавину. Али да разнесете невине људе док спавају у вашем главном граду, то је нешто што је скоро незамисливо. Ипак, докази да је ФСБ барем укључен у постављање бомбе у Рјазању је неоспорна".

### Критика
У марту 2000. године, Путин је одбацио наводе о учешћу ФСБ-а у бомбашким нападима као "делириус нонсенсе". "У руским тајним службама нема људи који би били способни за такав злочин против свог народа, а сами наводи су неморални", рекао је он. Портпарол ФСБ-а је рекао да "Литвињенков доказ не може озбиљно да схвати она особа која истражује бомбардовање".
Према филозофу Роберту Брусу Вару, "тврдње да су руске службе безбедности одговорне за бомбардовање сз бар делимично погрешне и изгледа да је довело до опскурантске митологије руске кривице. У најмању руку, јасно је да су ове тврдње непотпуне, јер нису у потпуности узимали у обзир доказе који сугеришу одговорност вехабија под вођством Ибн ел Хатаба, који су можда тражили одмазду за савезни напад на дагестански исламски Џамат".
Према руском новинару Андреју Солдатову, "Од самог почетка, чинило се да је Кремљ био одлучан да угуши сваку дискусију ... Када је 2003. године, руски активиста за људска права Александар Подрабинек покушао да увезе копије Литвињенкове и Фелштинскијеве књиге "Разбијање Русије: Терор изнутра", ФСБ их је конфисковао. Сам Трепашкин, адвокат двојице рођака жртава експлозије, није могао да добије информације које је затражио, а имао је право да их по закону види." Међутим, он је веровао да опструкција може да одражава "параноју", а не кривицу од стране власти".
Руска новинарка и радио-водитељка, Јулија Латинина, оценила је да је верзија о учешћу ФСБ-а апсурдна јер га је промовисао Борис Березовски, који је сам довео Путина на власт. Међутим, она је критиковала ФСБ због лошег руковања предметом.
Према Стробу Талботу, који је био заменик државног секретара током тих догађаја, "није било доказа који подржавају теорију завере, иако је руско јавно мњење заиста стало иза Путина у његовој одлучности да изврши брзу, одлучујућу контраофанзиву".

### Остало
Руски војни аналитичар Павел Фелгенхауер напоменуо је: "ФСБ је оптужио Ибн ел Хатаба и Ахемеза Гочијаева, али чудно је да нису уперили прст на режим чеченског председника Аслана Масхадова, због којег је рат покренут."

## Забрана информација од стране америчке владе
Дана 8. фебруара 2000. године, сенатор Џеси Хелмс је питао државну секретарку Медлин Олбрајт за сваки доказ који повезује бомбашке нападе са чеченским побуњеницима током њеног сведочења пред Комитетом за односе са иностранством у Сенату. Она је одговорила, "не, нисмо видели доказе који повезују бомбашке нападе са Чеченијом."
Дана 14. јула 2016. године, Давид Сатер је поднео захтев за добијање званичне процене ко је био одговоран за бомбашке нападе од стране Стејт департмента, ЦИА-е и ФБИ-а у складу са Законом о слободи приступа информацијама. Он је добио одговор да су сви документи били класификовани од стране америчке владе зато што су "те информације имале потенцијал ... да изазову озбиљну штету односу са руском владом". ЦИА је одбила чак да призна постојање било какве релевантне евиденције јер би то открило "веома специфичне аспекте интересног обавештења Агенције или његов недостатак у руским бомбашким нападима".
Према телеграму о Рјазањском инциденту из америчке амбасаде у Москви, 24. марта 2000. године, "бивши руски обавештајни официр, наводно један од главних информатора амбасаде, рекао је да стварна прича о инциденту у Рјазању никада не би могла бити позната, јер то би "уништило земљу". Информатор је рекао да је ФСБ имао "посебно обучен тим мушкараца" чија је мисија била "да спроведе ову врсту урбане борбе" и Виктор Черкесов, први заменик директора ФСБ-а и испитивач совјетских дисидента био је "управо права особа која је наредила и извршила такве акције".
Дана 11. јануара 2017, сенатор Марко Рубио покренуо је питање бомбашких напада из 1999. године током потврдних саслушања Рекса Тилерсона. Према сенатору Рубију, "постоји невероватно тело извештавања, отвореног кода и других, да је то све - све те бомбе су биле део операције црне заставе од стране ФСБ-а".
Дана 10. јануара 2018. сенатор Бен Кардин из Комитета за спољне односе Сената Сједињених Држава објавио је "Путинов асиметрични напад на демократију у Русији и Европи: импликације на националну безбедност у САДу". Према извештају, "руски органи нису представили веродостојне доказе који повезују чечанске терористе, или било кога другог, са бомбашким нападима у Москви".

## Хронологија догађаја
- 5. августа 1999: Шамил Басајев ушао је у западни Дагестан из Чеченије чиме је започео дагестански рат.
- 9. августа 1999: Сергеј Степашин је смењен и Путин је постао премијер.
- 22. августа 1999: Снаге Шамила Басајева повукле су се у Чеченију.
- 25. август 1999: руски авиони започели су бомбардовање на 16 локација у Чеченији.[174]
- 4. септембра 1999. године: бомбардовање у Бујнакску, 64 људи убијено, 133 повређено.
- 9. септембра 1999. године: бомбардовање у Москви, Печатники, 94 људи је убијено, 249 повређено.
- 13. септембра 1999. године: Бомбашки напад у Москви, Каширски ауто-пут, 118 људи је убијено.
- 13. септембра 1999. године: бомба је деактивирана, а у Москви је пронађено складиште са неколико тона експлозива и шест тајмера.
- 13. септембра 1999. године: руски председник Думе, Генадиј Селезнов наговестио је да ће се десити бомбашки напад стамбене зграде у граду Волгодонск, који се десио тек три дана касније, 16. септембра.
- 16. септембра 1999. године: бомбардовање у Волгодонску, 18 убијено, 288 повређених.
- 23. септембар 1999: У граду Рјазању пронађена је бомба. Владимир Рушаило је огласио да је полиција спречила терористички акт. Владимир Путин је похвалио опрезност грађана и позвао на ваздушно бомбардовање града Грозни.
- 24. септембра 1999. године: локална полиција је ухапсила агента ФСБ-а који је поставио бомбу у Рјазању. Николај Патрушев је изјавио да је инцидент био тренинг вежба.
- 24. септембра 1999. почиње Други чеченски рат.